# 土屋望
土屋 望（つちや のぞむ、1964年8月30日 - ）は、日本の音楽プロデューサー。メロディー・スター・レコーズ株式会社代表取締役、株式会社SMエンタテインメント・ジャパンCBO等を歴任した。東京都出身。